# Ganganaghatta, Tiptur
Ganganaghatta là một làng thuộc tehsil Tiptur, huyện Tumkur, bang Karnataka, Ấn Độ.